# Adeloneivaia

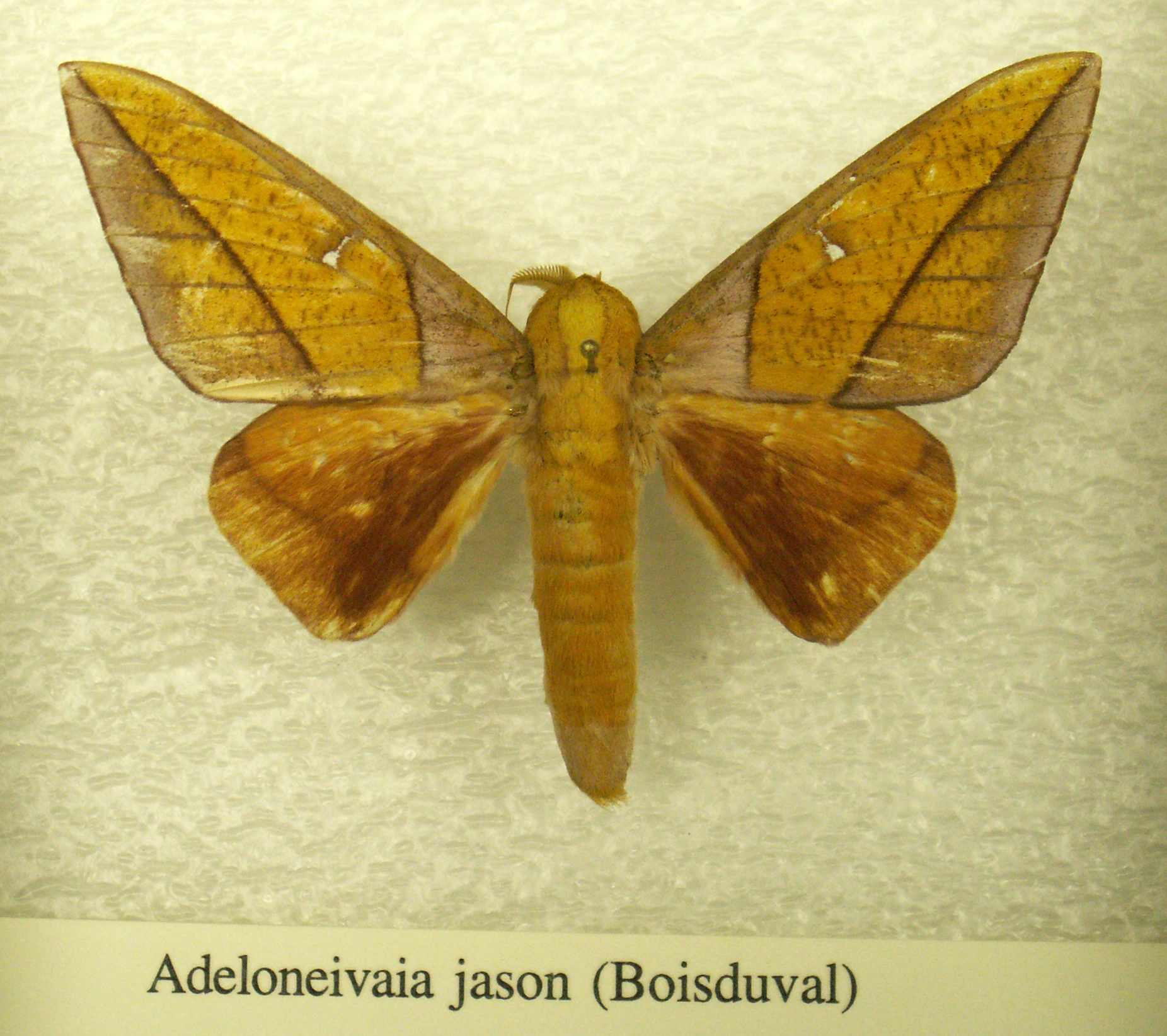
Präparat von Adeloneivaia jason

Adeloneivaia ist eine Gattung der Schmetterlinge aus der Familie der Pfauenspinner (Saturniidae). The Global Lepidoptera Names Index des Natural History Museum listet 19 Arten für die Gattung.

## Merkmale
Die kleinen bis mittelgroßen Falter sind hauptsächlich gelblich oder bräunlich gefärbt. Bei den Männchen ist der Außenrand der Vorderflügel eher gerade, bei den Weibchen ist er mehr abgerundet. Bei allen Arten ist ein auffälliger Diskalfleck auf den Vorderflügeln ausgebildet. Auf den Hinterflügeln ist er stark zurückgebildet oder fehlt. Beide Geschlechter besitzen doppelt gefiederte Fühler und einen einklappbaren Afterbusch am Hinterleibsende. Letzteres ist für Pfauenspinner in Nordamerika einzigartig. Nach der Paarung werden diese Büschel abgeworfen.
Die grünlichen Eier haben eine durchscheinende Eihülle, durch die man den Embryo vor dem Schlupf gut erkennen kann. Die auffälligen Raupen tragen Reihen mit langen Tuberkel, die bei manchen Arten irisierend silbrig gefärbt sind und wie die Sphingicampa-Raupen das Licht reflektieren.

## Vorkommen und Lebensweise
Die Gattung ist von Arizona, von wo ein einziger Fund existiert, über Mexiko und Mittelamerika bis nach Südamerika in den Norden Argentiniens verbreitet. Über die Lebensweise der Tiere ist nur sehr wenig bekannt. Von in Gefangenschaft gehaltenen Tieren ist bekannt, dass die Verpuppung im Erdboden erfolgt.

## Arten
Die folgende Artenliste basiert auf dem Global Lepidoptera Names Index des Natural History Museum und wurde um weitere Arten aus der Literatur ergänzt.
- Adeloneivaia boisduvalii (Doumet, 1859)
- Adeloneivaia catobahiana Brechlin, 2020[3]
- Adeloneivaia catobezverkhovi Brechlin, 2020[3]
- Adeloneivaia fallax (Boisduval, 1871/72)
- Adeloneivaia pelias (Rothschild, 1907)
- Adeloneivaia jason (Boisduval, 1871/72)
- Adeloneivaia schubarti Rego, Barros & Mielka, 1970
- Adeloneivaia carisma (Schaus, 1904)
- Adeloneivaia guianensis (Bouvier, 1923)
- Adeloneivaia catharina (Bouvier, 1927)
- Adeloneivaia irrorata (Schaus, 1900)
- Adeloneivaia isara (Dognin, 1905)
- Adeloneivaia subangulata (Herrich-Schäffer, 1855)
- Adeloneivaia catoxantha (Rothschild, 1907)
- Adeloneivaia acuta (Schaus, 1896)
- Adeloneivaia lacrimata (Dognin, 1921)
- Adeloneivaia diluta (Rothschild, 1907)
- Adeloneivaia yucatana (Druce, 1904)
- Adeloneivaia sabulosa (Rothschild, 1907)
- Adeloneivaia pacifica (Schaus, 1911)
- Adeloneivaia minuta (Bouvier, 1927)

## Belege